# Dejan Jurkič
Dejan Jurkič (* 9. prosinec 1983 Kranj) je slovinský fotbalový obránce momentálně působící v rakouském klubu Sportunion St. Veit.
V letech 2007-2009 působil také v českých klubech SK Sigma Olomouc, SK Kladno a 1. FC Slovácko.